# هزار اسب بخار
هزار اسب بخار (به انگلیسی: 1000hp) ششمین آلبوم استودیویی اثر گروه هوی متال گادسمک است که در تاریخ ۵ اوت ۲۰۱۴ منتشر شد.

## فهرست آهنگ‌ها
| شماره | نام                        | مدت  |
| ----- | -------------------------- | ---- |
| ۱     | «هزار اسب بخار»            | ۳:۴۶ |
| ۲     | «اف ام‌ ال»                 | ۳:۳۸ |
| ۳     | «چیزی متفاوت»              | ۴:۴۲ |
| ۴     | «بعد چه هست»               | ۴:۲۱ |
| ۵     | «روز نسل»                  | ۶:۱۲ |
| ۶     | «بسته و لود شده»           | ۴:۱۳ |
| ۷     | «زندگی در کبودی»           | ۴:۰۷ |
| ۸     | «تعلق ندارم»               | ۳:۳۴ |
| ۹     | «هیچ چیز آسوده نخواهد آمد» | ۵:۳۹ |
| ۱۰    | «تبدیل به سنگ»             | ۵:۱۶ |

## پدیدآورندگان
- سالی ارنا: آواز، ریتم گیتار، تهیه کننده
- تونی رامبولا: لید گیتار
- رابی مریل: بیس گیتار
- شنون لارکین: درامز
- دیو فورتمن: تهیه کننده